# Марко Рубио
Марко Антонио Рубио (енгл. Marco Antonio Rubio; Мајами, 28. мај 1971) амерички је политичар и правник. Члан је Републиканске странке.
У новембру 2024, новоизабрани председник Трамп најавио је намеру да номинује Рубија за државног секретара Сједињених Држава у својој другој администрацији. Рубија је једногласно потврдио Сенат САД и преузео је дужност 21. јануара 2025. Он је први Хиспаноамериканац који је служио на тој функцији, што га чини највишим хиспаноамеричким званичником у историји САД. Рубио је такође први Флориђанин који је био државни секретар.

## Биографија
Рођен је 28. маја 1971. у Мајамију. Родитељи су му Кубанци који су емигрирали у САД 1956. за време режима Фулхенција Батисте, две и по године пре него што је Фидел Кастро дошао на власт после Кубанске револуције. Има старијег брата Марија, старију сестру Барбару и млађу сестру Веронику. Одрастао је у католичкој породици, а између 8 и 11 године живота посећивао је цркву Исуса Христа светаца последњих дана док је живео у Лас Вегасу. Студирао је политикологију на Универзитету Флориде, а потом и на Универзитету у Мајамију.
Године 1998. оженио се Џенет Дусдебес, чирлидерсицом Мајами долфинса. Имају четворо деце. Рубио с породицом живи у Вест Мајамију.